# Paradise (Washington)
Paradise az Amerikai Egyesült Államok északnyugati részén, Washington állam  elhelyezkedő Pierce megyéjében elhelyezkedő önkormányzat nélküli település.
A település nevét Virinda Longmire-től kapta az innen nyíló kilátás miatt. A településről a Rainier-hegy és a Tatoosh-hegyvidék is látható.
Paradise a Rainier-hegyhez látogatók kedvelt helye: 2000-ben a látogatók 62%-a Paradise-ba érkezett.
A paradise-i fogadó 1916-ban nyílt meg. A hadsereg 1942–1943-as téli kiképzésekor a részt vevő katonákat itt szállásolták el. A település központja 1991-ben felkerült a történelmi helyek listájára.
Egy harmincmillió dolláros beruházás keretében a fogadót földrengésbiztossá tették és új látogatóközpontot építettek; a korábbi létesítményt 2008-ban lebontották.

## Éghajlat
A település éghajlata mediterrán (a Köppen-skála szerint Csa).
| Hónap                                                                               | Jan.  | Feb.  | Már.  | Ápr.  | Máj.  | Jún.  | Júl. | Aug. | Szep. | Okt.  | Nov.  | Dec.  | Év    |
| ----------------------------------------------------------------------------------- | ----- | ----- | ----- | ----- | ----- | ----- | ---- | ---- | ----- | ----- | ----- | ----- | ----- |
| Rekord max. hőmérséklet (°C)                                                        | 18,0  | 17,0  | 21,0  | 26,0  | 31,0  | 30,0  | 31,0 | 34,0 | 32,0  | 31,0  | 26,0  | 19,0  | 34,0  |
| Átlagos max. hőmérséklet (°C)                                                       | 1,6   | 2,1   | 3,3   | 5,6   | 9,6   | 12,6  | 17,4 | 18,1 | 14,5  | 8,8   | 2,9   | 1,0   | 8,2   |
| Átlagos min. hőmérséklet (°C)                                                       | −5,3  | −5,5  | −4,6  | −3,4  | −0,1  | 2,3   | 5,9  | 6,6  | 4,3   | 0,2   | −4,1  | −6,1  | −0,8  |
| Rekord min. hőmérséklet (°C)                                                        | −25,0 | −28,0 | −19,0 | −17,0 | −11,0 | −11,0 | −7,0 | −3,0 | −8,0  | −17,0 | −24,0 | −29,0 | −29,0 |
| Átl. csapadékmennyiség (mm)                                                         | 463   | 322   | 319   | 211   | 150   | 104   | 50   | 50   | 120   | 265   | 515   | 436   | 3005  |
| Forrás: Nemzeti Óceán- és Légkörkutatási Hivatal és Western Regional Climate Center |       |       |       |       |       |       |      |      |       |       |       |       |       |

## Fordítás
- Ez a szócikk részben vagy egészben  a   Paradise, Washington című angol Wikipédia-szócikk ezen változatának fordításán alapul.  Az eredeti cikk szerkesztőit annak laptörténete sorolja fel. Ez a jelzés csupán a megfogalmazás eredetét és a szerzői jogokat jelzi, nem szolgál a cikkben szereplő információk forrásmegjelöléseként.